# Auguste Avezard
Auguste-François Avezard, dit Auguste Avezard, né le 23 mars 1858 à Paris où il est décédé le 16 janvier 1921, est un architecte français.

## Biographie
Auguste Avezard naît à Paris (11e) le 23 mars 1858 ; il est le fils d'Auguste Avezard (1830-ap. 1911) architecte à Paris, et d'Ernestine Valentin.
Il entre à l'école des Beaux-Arts en 1875 et en sort diplômé en 1879. Il exerce ensuite à Paris, entre les années 1890 et les années 1910.
Il épouse Marie Henriette Serpollet et décède le 13 janvier 1921 au 33 rue Olivier de Serres dans le 15e arrondissement de Paris. Sur son acte de décès est mentionné son domicile : le 65 rue de la Victoire dans le 9e arrondissement de Paris.

## Réalisations
Auguste Avezard est un architecte peu connu, aussi a-t-on peu de documentation sur ses travaux et réalisations. Toutefois, on peut citer :
- le 19, rue Keller (Paris 11ème) 3ème quart du 19e siècle[5] ;
- le 18, rue Jaucourt (Paris 12ème) en 1898 ;
- le 5, avenue Franco-Russe (Paris, 7ème) en 1912[6] ;
- le 9, avenue Franco-Russe (Paris, 7ème) en 1914[6].